# Far Cry 3: Blood Dragon
Far Cry 3: Blood Dragon är ett förstapersonsskjutspel i Far Cry-serien, utgivet 2013. Det utvecklades av Ubisoft Montreal och utgavs av Ubisoft. Det är en fristående fortsättning på Far Cry 3 från 2012. Spelet släpptes den 30 april 2013 till PlayStation 3 via Playstation Network och den 1 maj samma år till Microsoft Windows samt till Xbox 360 via Xbox Live Arcade.

## Handling
Året är 2007 och Jorden återhämtar sig från ett kärnvapenkrig. USA har försökt medla fred i Östblocket. Sergeant Rex "Power" Colt skickas till en ö för att undersöka vad som sker där. Väl där upptäcker han att löjtnant Sloan, tidigare ledare för Omegastyrkan, muterat sig själv med blod från de drakar som går omkring på ön och därmed själv fått krafter. Han hotar nu världsfreden och försöker bygga en cyborgarmé.
Spelet utspelar sig i en dystopisk och postapokalyptisk tid, baserad på 1980-talets science fiction.

### Fotnoter
1. ↑  Tom Phillips (8 april 2013). ”Far Cry 3: Blood Dragon gets release date and... '80s film star Michael Biehn?” (på engelska). Eurogamer. http://www.eurogamer.net/articles/2013-04-08-far-cry-3-blood-dragon-gets-release-date-and-michael-biehn. Läst 9 april 2013.
2. ↑  ”Far Cry 3: Blood Dragon” (på engelska). Mobygames. 16 mars 2013. http://www.mobygames.com/game/far-cry-3-blood-dragon. Läst 16 maj 2015.